# D-lattato deidrogenasi (citocromo c-553)
La D-lattato deidrogenasi (citocromo c-553) è un enzima appartenente alla classe delle ossidoreduttasi, che catalizza la seguente reazione:
(R)-lattato + 2 ferricitocromo c-553 ⇄ piruvato + 2 ferrocitocromo c-553
Da Desulfovibrio vulgaris.